# Sandy León
Sandy David León Lopez (Maracaibo, 13 marzo 1989) è un giocatore di baseball venezuelano, ricevitore per i Cleveland Guardians della Major League Baseball.

## Carriera
León esordì nel baseball professionistico statunitense il 17 gennaio 2007, quando firmò come free agent internazionale con i Washington Nationals.
León debuttò nella MLB il 14 maggio 2012, al Nationals Park di Washington, contro i San Diego Padres.
Il 30 marzo 2015 fu ceduto ai Boston Red Sox per una somma in denaro. Concluse la stagione 2015 con 41 partite disputate, una media battuta di 0,184 e 3 RBI. Nel 2016 partecipò a 78 partite e chiuse la stagione con 7 fuoricampo, una media battuta di 0,310 e 35 RBI. Nel 2017 giocò in 85 incontri, concludendo la stagione con 7 fuoricampo, una media battuta di 0,225 e 39 RBI.
Il 2 dicembre 2019, i Red Sox scambiarono León con i Cleveland Indians per Adenys Bautista. Divenne free agent al termine della stagione 2020.
Il 3 gennaio 2021, León firmò un contratto di minor league con i Miami Marlins, con un invito allo spring training incluso. Divenne free agent a fine stagione.
Il 22 novembre 2021, León firmò un contratto di minor league con i Cleveland Guardians, con invito allo spring training incluso.

## Palmarès
- World Series: 1

Boston Red Sox: 2018